# Crying Time
Crying Time is een lied uit 1964 van de Amerikaanse countryzanger Buck Owens. Het verscheen oorspronkelijk als B-kant van I've Got a Tiger By The Tail en werd twee jaar later bekend in de uitvoering van Ray Charles die als countryliefhebber ook andere nummers van Owens heeft gecoverd. Het leverde hem in eigen land een top tien-hit op (#6) en twee Grammy Awards. In 1973 nam Charles een nieuwe versie op met Barbra Streisand voor haar tv-special Barbra Streisand...And Other Musical Instruments. Dit duet was ook te horen in een aflevering van de serie Las Vegas In 1974 kwam Streisand met een solo-uitvoering op haar album Butterfly.

## Overige covers
- Commander Cody and His Lost Planet Airmen op het album Live from Deep in the Heart of Texas uit 1974.
- Connie Francis tijdens een sessie in de Muscle Shoals-studio in 1989.
- Victor Wood op het album Mr. Lonely.
- Lorrie Morgan op de soundtrack van de film The Beverly Hillbillies uit 1993. Het leverde haar de 59e plaats op in de Amerikaanse hitlijst.
- Wanda Jackson in 2003 op haar album Heart Trouble in duet met Elvis Costello.
- UB40 op het album Getting Over the Storm uit 2013 met reggaebewerkingen van countrysongs.

### Nederland
- George Baker nam het in 1986 op voor een nooit uitgebracht countryalbum.
- André Hazes nam een Nederlandstalige versie op voor zijn bluesalbum Dit is wat ik wil uit 1989 en vroeg gitarist Jan Akkerman om mee te spelen. Jammer!, waarin Hazes zich zorgen maakt over het milieu, verscheen op single met als B-kant een niet-vertaalde cover van Working in the Coal Mine.

## Hitnoteringen

### NPO Radio 2 Top 2000
| Nummer met noteringen in de NPO Radio 2 Top 2000 | '99  | '00  |
| ------------------------------------------------ | ---- | ---- |
| Crying Time (Ray Charles)                        | 1598 | 1824 |

1. ↑  Een vetgedrukt getal geeft de hoogste notering aan.
2. ↑  Deze tabel is bijgewerkt tot en met de laatste editie (2024).